# Puerto de Londres

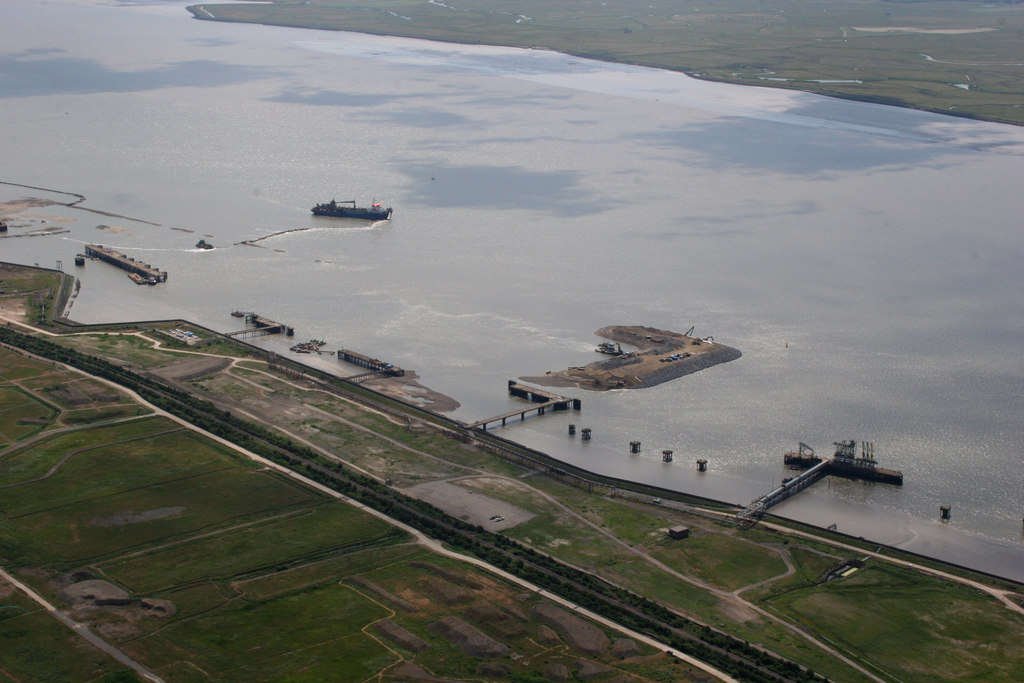
Esta foto muestra parte de la construcción del nuevo puerto London Gateway. Los embarcaderos existentes eran parte de la refinería Shell Haven Refinery, ahora esta demolida.

El Puerto de Londres transcurre a lo largo de las riberas del río Támesis desde Londres, Inglaterra, hasta el mar del Norte. 
En el pasado se localizaba cerca del centro de Londres, en la región actualmente conocida como Docklands. Alguna vez fue el puerto más grande del mundo, pero actualmente es el segundo puerto más grande del Reino Unido, después de Grimsby e Immingham. El puerto es gobernado por la Autoridad del Puerto de Londres (PLA), una fundación pública establecida en 1908, cuya responsabilidad se extiende sobre el canal de mareas del río Támesis.
Puede manejar transatlánticos, transbordadores tipo Ro-Ro y de carga de todo tipo incluyendo contenedores, madera, papel, vehículos, grava, petróleo crudo, derivados de petróleo, gas licuado del petróleo, carbón, metales, granos y otros materiales secos y líquidos. En 2008 el Puerto de Londres manejó 53 millones de toneladas de comercio (superior a las 52.7 millones de toneladas de 2007), incluyendo 2 007 000 de TEUS y 20,5 millones de toneladas de aceite y productos relacionados.
El puerto no está localizado en una sola área, sino que se extiende a lo largo del Támesis, incluyendo el área central de Londres, con muchos embarcaderos individuales, puertos, terminales e instalaciones construidas a través los siglos. Como sucede con muchos puertos europeos históricos similares, como Amberes o Róterdam, la mayor parte de las actividades regularmente se mueven río abajo hacia el mar abierto.